# Paramonai

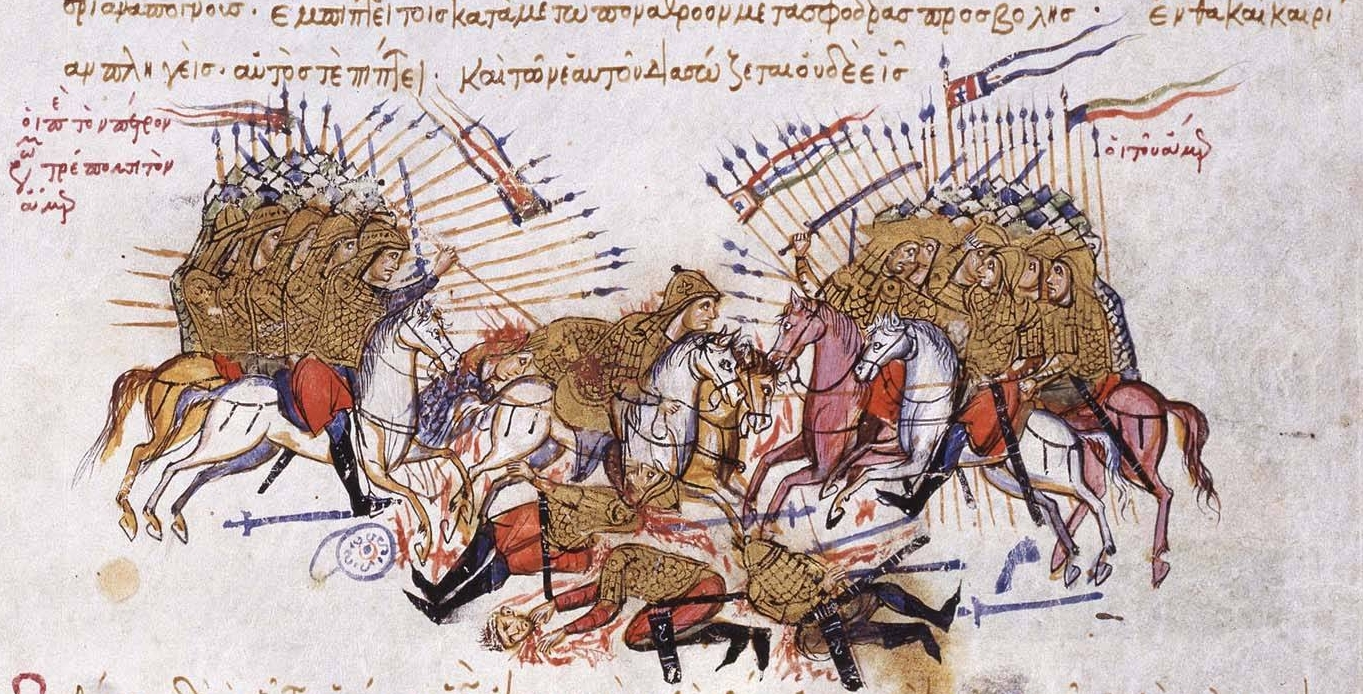
Bataille entre Byzantins et Arabes a la Bataille de Lalakaon (863)

Les paramonai (en grec : Παραμοναί) sont un régiment de gardes byzantins peu connu sous l'ère Paléologue.

## Histoire
Leur nom vient du verbe grec παραμένω signifiant « rester près de quelque chose ». À la différence des autres grandes unités de gardes de l'armée des Paléologues comme la garde varangienne, le régiment des paramonai est une formation composé de Byzantins de naissance, bien que peu de choses sont connues à propos d'eux. Leur existence est attestée avec certitude dans les sources littéraires pour la seule période allant de 1272 à 1315. Toutefois, Rodolphe Guilland a émis l'idée que l'unité remplace les spathaires sous Manuel Ier Comnène. L'unité est ensuite mentionnée au milieu du XIVe siècle par le Pseudo-Kodinos. Toutefois, ce dernier rapporte que le régiment est divisé en deux divisions, l'une à pied et l'autre montée. Chacune est commandée par un allagator et tous les soldats sont armés avec des épées. L'ensemble du régiment est commandé par un protallagator. Néanmoins, la véracité du récit de Kodinos est impossible à assurer. 